# Essence (Band)
Essence ist eine dänische Thrash-Metal-Band aus Aalborg. Die Band steht bei Spinefarm Records unter Vertrag und hat bislang drei Studioalben veröffentlicht.

## Geschichte
Die Band wurde im Jahre 2005 von den Schülern Lasse Skov (Gesang, Gitarre), Mark Drastrup (Gitarre), Tobias Nefer (Bass, Gesang) und Martin Haumann (Schlagzeug) gegründet. Zunächst spielte die Band Coverversionen und begann später eigene Lieder zu schreiben. Zwei Jahre später veröffentlichte die Band die EP Art in Imperfection, bevor im Jahre 2011 über Ultimhate Records das Debütalbum Lost in Violence erschien. Essence spielten zahlreiche Tourneen in Dänemark und traten dabei u. a. im Vorprogramm von In Flames auf. Es folgte eine Europatournee mit Vader und Krisiun.
Im Frühjahr 2012 nahm die Band unter der Leitung des Produzenten Peter Tägtgren ihr zweites Studioalbum Last Night of Solance auf. Nachdem vor Beginn der Aufnahmen Tobias Nefer die Band verlassen hatte, wurde der Bass von Lasse Skov und Peter Tägtgren eingespielt. Ebenfalls 2012 nahm Essence am Bandwettbewerb Rock the Nation teil und gewann den Wettbewerb. Die Band wurde daraufhin von NoiseArt Records unter Vertrag genommen, die das Album am 29. März 2013 veröffentlichten. Essence spielten auf verschiedenen Festivals wie Copenhell, Beastival oder dem Metalfest.
Schlagzeuger Martin Haumann verließ Ende 2013 die Band und wurde durch Nikolaj Kjærgaard ersetzt. Für die Band folgten zwei Europatourneen, zunächst mit Hypocrisy und Hate und danach mit Mercenary und Omnium Gatherum. Außerdem eröffneten Essence in Kopenhagen für Megadeth. Im Jahre 2014 erhielten Essence den Kulturpreis der Aalborg Kommune. Zusammen mit dem Hip-Hop-Produzenten Rune Rask begann die Band mit der Arbeit an ihrem dritten Studioalbum Prime. Essence wurden im Frühjahr 2015 von Spinefarm Records unter Vertrag genommen und veröffentlichten das Album am 2. Oktober 2015.

## Stil
Manuel Latton (aka inhonorus) vom Legacy-Magazin schreibt, dass man aus dem Debütalbum der Dänen Lost In Violence noch sehr stark den Bay-Area-Thrash heraus höre und Ähnlichkeiten zu Mortal Sin vorhanden sind, doch dass die Band auf Prime zu stark mit den Melodielinien experimentiert und sich damit gänzlich vom Thrash Metal der Anfangstage entfernt habe.

## Diskografie
- 2007: Art in Imperfection (EP)
- 2011: Lost in Violence
- 2013: Last Night of Solace
- 2015: Prime